# 醍醐虎汰朗
醍醐 虎汰朗（だいご こたろう、2000年9月1日 - ）は、日本の俳優。
東京都江戸川区出身。エーライツ所属。

## 略歴
中学のサッカー部を引退した後、かねてより芸能界に憧れていたため現在所属の事務所オーディション(現在『ネクストエース オーディション』)に応募し、俳優活動を開始する。
2017年、「舞台『弱虫ペダル』新インターハイ篇〜スタートライン〜」の一般公募オーディションにて自身初の舞台出演ながら主人公・小野田坂道役（3代目）を射止め、同公演の座長も務めた。
2019年公開の新海誠監督の長編アニメーション映画『天気の子』のオーディションで、2000人の中から主人公・森嶋帆高役に選ばれる。
2020年、第14回声優アワードで新人男優賞を受賞。
2022年、オフィシャルファンクラブを開設。同年8月31日、映画『野球部に花束を』で長編映画初主演。同年下半期連続テレビ小説『舞いあがれ!』NHK朝ドラ初出演。
2023年4月期テレビ東京系ドラマ24『シガテラ』で地上波連続ドラマ初主演。

## 人物
- 趣味はゲーム・ゴルフ・ランニング、特技はサッカー・水泳・ボクシング[1]。
- 漫画を読むスピードが非常に速く、1日に30冊を読破したこともある[2]。
- 俳優として、伊藤英明や小栗旬を尊敬している[2][3]。

## 出演
※太字は主演

### 映画
- 兄に愛されすぎて困ってます（2017年6月30日、松竹）- 山田先輩 役
- セブンティーン・モータース（2019年6月2日）- 伊藤亮太 役
- 鳳梧洞戦闘（ko:봉오동 전투 (영화)、2019年8月7日、ショーボックス）- ユキオ 役[10][11]
- 遮那王 お江戸のキャンディー3（2019年11月22日、トリウッド）- 大姫 役
- 灯台の子（2019年11月29日、and pictures）- ミナト 役
- ＃ハンド全力（2020年7月31日、イオンエンターテイメント・ラビットハウス・エレファントハウス）- 岡本 役[12]
- 宇宙でいちばんあかるい屋根（2020年9月4日、KADOKAWA）- 笹川誠 役[13]
- 宇宙でいちばんやさしい時間（2020年9月18日、auプレミアム）- 笹川誠 役
- どうせ、愛だ -Short Film-（2020年12月11日、SORANE）- 葵人 役
- ツナガレラジオ〜僕らの雨降Days〜（2021年2月11日、ローソンエンタテインメント）‐ ジム 役[14]
- 太陽は動かない（2021年3月5日、ワーナー・ブラザース）- デイビット・キム（少年期）役
- バイプレイヤーズ 〜もしも100人の名脇役が映画を作ったら〜（2021年4月9日、東宝）- 醍醐虎汰朗 役[15][16]
- 昨日より赤く明日より青く-CINEMA FIGHTERS project-「BLUE BIRD」（2021年11月26日、LDH pictures）- ジュン 役
- 野球部に花束を（2022年8月11日、日活）- 黒田鉄平 役[7]
- カラダ探し（2022年10月14日、ワーナー ブラザース映画）- 浦西翔太 役[17]
- 女子大小路の名探偵（2023年10月13日、ラビットハウス）- 広中大夏 役[18][19]
- OUT（2023年11月17日、KADOKAWA）- 丹沢敦司 役[20]
- 恋に至る病（2025年10月24日公開予定、アスミック・エース） - 根津原あきら 役[21]
- マッチモンド（公開日未定） - 都蔵ミキオ 役[22]

### テレビドラマ
- 兄に愛されすぎて困ってます（2017年4月13日 - 5月11日、日本テレビ） - 山田先輩 役
- 先に生まれただけの僕（2017年10月14日 - 12月16日、日本テレビ） - 梅本満 役[23]
- 悪党～加害者追跡捜査～ 第1話（2019年5月12日、WOWOW）- 坂上洋一（青年期）役
- 恋はつづくよどこまでも 第5話（2020年2月11日、TBS） ‐ 根岸真司 役[24]
- スイッチ（2020年6月21日、テレビ朝日） - 駒月直（青年期）役[25]
- 3人のシングルマザー～すてきな人生逆転物語～（2020年10月1日、フジテレビ） - 水川翔太 役[26]
- コールドケース3～真実の扉～ 第4話（2020年12月26日、WOWOW）- 今井哲也 役
- バイプレイヤーズ～名脇役の森の100日間～（2021年1月8日 - 3月27日、テレビ東京） - 醍醐虎汰朗 役[27]
- 連続テレビ小説 舞いあがれ! 第36回 - 最終回（2022年11月22日 - 2023年3月31日、NHK） - 吉田大誠 役[8][28]
- シガテラ（2023年4月8日 - 6月24日、テレビ東京） - 荻野優介 役[9]
- 世にも奇妙な物語’23 夏の特別編「視線」（2023年6月17日、フジテレビ） - 城琢磨 役[29]
- Maybe 恋が聴こえる（2023年10月17日 - 12月22日、TBS） - 朝倉奏汰 役[30]
- 家政夫のミタゾノ 第6シリーズ 第6話（2023年11月14日、テレビ朝日） - 小杉太一郎 役[31][32]
- D&D〜医者と刑事の捜査線〜 第3話（2024年11月1日、テレビ東京） - 竹村将也 役[33]

### 配信ドラマ
- 乃木坂シネマズ～STORY of 46～ 第5話『結道』（2019年12月25日、FOD）- 戸山悟 役
- 深海くんと月影ちゃん シーズン1（2020年5月18日 - 22日、全5回、YouTube配信） - 深海くん 役[34][35] （今泉佑唯とダブル主演）
- 荒ぶる季節の男どもよ。（2020年10月27日、TSUTAYAプレミアム） ‐ 中村瑛太 役
- 未来世紀SHIBUYA（2021年11月26日、hulu）- カケル 役[36]
- 今際の国のアリス シーズン3（2025年9月25日配信予定、Netflix）- ノブ 役[37]

### 劇場アニメ
- 天気の子（2019年7月19日、東宝） - 森嶋帆高 役[38]

### バラエティ
- 痛快TV スカッとジャパン（2019年8月12日、フジテレビ）
- 有吉ゼミ（2019年7月22日、日本テレビ）- ゲスト
- 世界一受けたい授業（2019年8月10日、日本テレビ）- ゲスト
- 中居正広の金曜日のスマイルたちへ（2020年2月28日、TBS）- ゲスト
- 最後の講義 -大学学長 出口治明-（2020年7月24日、NHK BS1）- ナレーション
- 1945ひろしまタイムライン（2020年8月3日 - 8月7日、NHK）- シュン 役
- 世界まる見え！テレビ特捜部（2021年12月20日、日本テレビ）- ゲスト
- 明日をまもるナビ（2022年5月8日、NHK）- ナレーション
- 『突然ですが占ってもいいですか？』（2022年10月3日、フジテレビ）-ゲスト[39]

### 舞台
- 舞台『弱虫ペダル』 - 小野田坂道 役
  - 新インターハイ篇〜スタートライン〜（2017年2月25日 - 26日、大阪公演 : オリックス劇場 / 3月4日 - 12日、東京公演 : TOKYO DOME CITY HALL）
  - 新インターハイ篇〜ヒートアップ〜（2017年10月19日 - 23日、東京公演 : 天王洲 銀河劇場 / 10月26日 - 29日、大阪公演 : 大阪メルパルクホール）
  - 新インターハイ篇〜箱根学園王者復格（ザ・キングダム）〜（2018年3月2日 - 11日、東京公演 : 東京芸術劇場 / 3月16日 - 18日、神戸公演 : 新神戸オリエンタル劇場）
- ハイパープロジェクション演劇『ハイキュー!!』 - 日向翔陽 役[40]
  - 飛翔（2019年11月1日 - 4日、東京公演 : TOKYO DOME CITY HALL / 11月9日 - 16日、大阪公演 : 大阪メルパルクホール / 11月22日 - 24日、宮城公演 : 多賀城市民会館 大ホール / 12月6日 - 15日、東京旋風公演 : 日本青年館ホール）
  - 最強の挑戦者（2020年3月21日 - 3月22日、東京公演 : TOKYO DOME CITY HALL / 3月28日 - 29日、兵庫公演 : あましんアルカイックホール / 4月4日 - 5日、宮城公演 : 多賀城市民会館 大ホール / 4月10日 - 12日、福岡公演 : 久留米シティプラザ ザ・グランドホールL / 4月17日 - 19日、大阪公演 : 大阪メルパルクホール / 4月24日 - 5月6日、東京旋風公演 : TOKYO DOME CITY HALL）
  - ゴミ捨て場の決戦（2020年10月31日 - 11月3日、東京公演：TOKYO DOME CITY HALL / 11月7日 - 15日、大阪公演 : 大阪メルパルクホール / 11月21日 - 22日、宮城公演 : 多賀城市民会館 大ホール / 11月28日 - 29日、福岡公演 : 北九州ソレイユホール / 12月4日 - 13日、東京旋風公演 : TOKYO DOME CITY HALL）
  - 頂の景色・2（2021年3月20日 ‐ 21日、東京公演：TOKYO DOME CITY HALL / 4月3日 - 4日、宮城公演 : 多賀城市民会館 大ホール / 4月9日 - 11日、大阪公演 : 梅田芸術劇場 シアター・ドラマシティ / 4月17日 - 18日、兵庫公演 : あましんアルカイックホール / 4月23日 - 24日、福岡公演 : 北九州ソレイユホール / 4月29日 - 5月9日、東京旋風公演 : TOKYO DOME CITY HALL）

- 舞台『千と千尋の神隠しSpirited Away』 - ハク 役[41]（三浦宏規とダブルキャスト）
  - 2022年3月2日 - 3月29日、東京公演 : 帝国劇場 / 4月13日 - 4月24日、大阪公演 : 梅田芸術劇場メインホール / 5月1日 - 5月28日、福岡公演 : 博多座 / 6月6日 - 6月12日、札幌公演 : 札幌文化芸術劇場 hitaru / 6月22日 - 7月4日、名古屋公演 : 御園座
  - 2023年8月13日 - 8月26日、名古屋公演 : 御園座 / 2024年3月、東京公演 : 帝国劇場
  - 2024年3月11日 - 3月10日、東京公演：帝国劇場 / 4月7日 - 20日、愛知公演：御園座 / 4月27日 - 5月19日、福岡公演：博多座 / 4月30日 - 8月24日、イギリス公演：ロンドンコロシアム / 5月27日 - 6月7日、大阪公演： 梅田芸術劇場 メインホール / 6月15日 - 20日、札幌文化芸術劇場[42][43]
  - 2025年7月14日 - 8月3日、上海公演：上海文化広場[44]（増子敦貴とダブルキャスト）
  - 2026年1月7日 - 3月22日、韓国ソウル公演：芸術の殿堂 オペラハウス

### ラジオ
※はインターネット配信。
- 醍醐虎汰朗の1・2・3（2018年7月 -、ONSTAGE※）[45][46]
- オールナイトニッポンi（ニッポン放送※）[47]
  - おしゃべや 「ふわしゃき男子会」（2019年12月9日 - 2021年9月16日）
  - おしゃべや 3周年SP（2020年7月27日）
- オーディオドラマ FMシアター『たきれん！』（2020年2月8日、NHK-FM）- 桜木蓉櫂 役[48]
- 「JUMP OVER」（2020年7月30日・8月6日、J-WAVE）- ゲスト
- オーディオドラマ 青春アドベンチャー『アゴラ69 ～僕らの詩～』（2021年4月5日 - 16日、NHK-FM）- 中島悠大 役[49]

### 朗読
- 小説 「天気の子」オーディオブック（2020年8月28日、KADOKAWA）
- いきなり本読み！ (2022年12月24日 - 25日、東京芸術劇場)
- 君の名前で僕を呼んで (2023年1月27日 - 29日、恵比寿ザ・ガーデンホール) - エリオ 役

### MV
- 古舘佑太郎「本をめくるように」（2016年）
- MACO「恋するヒトミ」（2017年）
- 清水翔太「416」（2020年）
- 空音「どうせ、愛だ」（2020年）
- GReeeeN「SONG 4 U」（2022年）

### CMなど
- 東進ハイスクール「2016 全国統一高校生テスト」（2016年）
- PARCO「冬のグランバザール2017×弱虫ペダル」（2017年）
- Honda Cars「父と息子〜STEP WGN SPADA HYBRID」（2018年）
- サントリー「南アルプスの天然水」×『天気の子』（2019年） - ナレーション
- ソフトバンク ×『天気の子』（2019年） - ナレーション
- ロッテ「クーリッシュ」×『天気の子』（2019年） - ナレーション
- 日清「カップヌードル」×『天気の子』（2019年） - ナレーション
- バイトル ×『天気の子』（2019年） - ナレーション
- ミサワホーム ×『天気の子』（2019年） - ナレーション
- 都バス ×『天気の子』（2019年） - ナレーション

## 書籍

### カレンダー
- 2021年卓上カレンダー（2020年11月16日、ハゴロモ）
- 2025年カレンダー（2024年）

### 写真集
- 醍醐虎汰朗 1st写真集『となりのこたろー』（2023年11月29日、講談社）[50][51]ISBN 978-4-0653-3864-3

## ファンミーティング
| 年     | タイトル                                        | 日程    | 都市 | 会場                    |
| ------ | ----------------------------------------------- | ------- | ---- | ----------------------- |
| 2025年 | 上海ファンミーティン                            | 8月2日  | 上海 | 上海大世界 中国盒子劇場 |
| 2025年 | 醍醐虎汰朗 Kotaro Daigo - 25th Birthday Event - | 8月31日 | 東京 | AOYAMA GRAND HALL       |